# Brisinga analoga
Brisinga analoga är en sjöstjärneart som först beskrevs av Fisher 1919.  Brisinga analoga ingår i släktet Brisinga och familjen Brisingidae.
Artens utbredningsområde är Filippinerna. Inga underarter finns listade i Catalogue of Life.